# Gabriel Josipovici
Gabriel David Josipovici (Niça, França, 8 d'octubre de 1940), membre de l'Acadèmia Britànica i de la Royal Society of Literature -coneguda com a FRSL-, és un escriptor, crític, teòric literari i guionista britànic.
Nasqué a Niça, França, el 1940 de pares jueus. Visqué els anys de la guerra en un poble dels Alps francesos amb la seva mare, Sacha Rabinovitz. Estudià durant sis anys a Egipte, en el Victoria College del Caire, de 1950 a 1956 abans d'emigrar amb la seva mare a Anglaterra i finalitzar els seus estudis de batxillerat en el Cheltenham College, Gloucestershire. Estudià anglès al St. Edmund Hall, Oxford, on es graduà amb un primer lloc el 1961. Gabriel Josipovici ensenyà a la Universitat de Sussex, Brighton, a partir de 1963 fins a 1998, on va ser professor d'investigació a l'Escola de Postgrau d'Humanitats. Anteriorment va ser professor Weidenfeld de Literatura Comparada a la Universitat d'Oxford.
Josipovici ha publicat més d'una dotzena de novel·les, tres volums de contes i diversos llibres crítics. Les seves obres s'han portat al teatre al Regne Unit, i a la radio, a França i Alemanya, i ha sigut traduïda als principals idiomes europeus i àrabs. El 2001 publicà A Life, una memòria biogràfica de la seva mare, la traductora i poeta Sacha Rabinovitch. El 2007, Gabriel Josipovici va fer la conferència a la Universitat de Londres titulada Què ha passat amb la modernitat? i fou posteriorment publicada per Yale University Press.

## Obres
A continuació, una llista no exhaustiva de les seves obres:

### Ficció
- The Inventory (1968)
- Mobius the Stripper: Stories and Short Plays (1974)
- The Present (1975)
- Four Stories (1977)
- Migrations (1977)
- The Echo Chamber (1979)
- The Air We Breathe (1981)
- Conversations in Another Room (1981)
- Contre Jour (1984)
- In the Fertile Land (1987)
- Steps: Selected Fiction and Drama (1990)
- The Big Glass(1991)
- In a Hotel Garden (1993)
- Moo Pak (1996) (Hardback, 1994)
- Now (1998)
- Goldberg: Variations (2002)
- Only Joking (2005)
- Everything Passes (2006)
- After and making Mistakes (2008)
- Heart's Wings (2010)

### No ficció
- The World and the Book (1971, 1979)
- The Lessons of Modernism (1977, 1987)
- Writing and the Body (1982)
- The Mirror of Criticism: Selected Reviews (1983)
- The Book of God: A Response to the Bible (1988, 1990)
- Text and Voice (1992)
- On Trust: Art and the Temptations of Suspicion (1999)
- A Life (2001). A memoir of Josipovici's mother.
- The singer on the Shore: essays 1991–2004 (2006)
- What Ever Happened to Modernism? (Yale University Press, 2010)

### Traduccions al català
- Moo Pak. Gabriel Josipovici; traducció de Ferran Ràfols. Barcelona: Raig Verd, 2012 (ISBN: 9788415539407)
- Era broma. Gabriel Josipovici; traducció de Ferran Ràfols. Barcelona: Raig Verd, 2014 (ISBN: 9788415539674)